# Takanori Sugeno
Takanori Sugeno (菅野 孝憲 Sugeno Takanori?), född 3 maj 1984, är en japansk fotbollsspelare.
Han blev utsedd till J.Leagues Rookie of the Year 2007.